# HS Biel
Der HS Biel/Bienne ist ein Handballverein aus Biel in der Schweiz.
Der HS Biel/Bienne hat heute rund 200 Mitglieder und ist damit einer der grössten Vereine der Region Biel-Seeland. Neun Mannschaften bestreiten Meisterschaften, drei davon in interregionalen Ligen.

## Geschichte
Der Verein entstand 1985 durch den Zusammenschluss von HC Gym Biel und HBC Biel, welche früher in der obersten Liga spielten. 2002 wurde der Damen-Handballverein HWG Biel in den HS Biel integriert.
In den Saisons 2007/08 und 2008/09 wurde der Aufstieg aus der Nationalliga B in die Nationalliga A jeweils knapp verpasst. 2012/13 musste die Mannschaft in die 1. Liga absteigen, konnte aber den Wiederaufstieg in der Saison 2017 realisieren. Nach fünf Saisons in der zweithöchsten Spielklasse stand der HS Biel/Bienne 2020 als Absteiger der abgebrochenen Meisterschaft fest, durfte jedoch aufgrund eines Entscheids des Schweizerischen Handball-Verbands seinen Platz in der zweithöchsten Liga behalten. Der erneute Abstieg in die 1. Liga stand jedoch nach der Saison 2021/22 endgültig fest. Seither spielt der HS Biel/Bienne in der dritthöchsten Liga.
2021 wurde der HS Biel/Bienne bei seiner ersten Teilnahme am SHV-Grossfeld-Cup Zweiter. Im nächsten Jahr gewann er den Grossfeldcup.